# Георги Попов (генерал)
Вижте пояснителната страница за други личности с името Георги Попов.
Георги Проданов Попов е български офицер, генерал-майор.

## Биография
Роден е на 12 октомври 1925 г. в бургаското село Ново Паничарево. От 1942 г. е член на РМС. На 16 март 1945 г. е направен помощник-командир на втора ударна рота на двадесет и четвърти пехотен черноморски полк. След войната влиза в българската армия. В средата на 50-те години е помощник-военен аташе в легацията в Париж. От юли 1971 г. е заместник-началник по информационната работа на Разузнавателното управление на българската армия (началник на служба „Информация“) до 1987  Генерал-майор от 8 септември 1979 г. От декември 1986 г. е назначен към делегацията на Народна република България във Виена за преговорите по съкращаване на въоръжените сили и въоръженията в Централна Европа.
Награждаван е с орден „За храброст“ – IV ст., 2 кл., 9 септември 1944 г. – I ст. с мечове (1985) и орден „Народна република България“ – I ст. (1985).